# كلاريسا إس. وليامز
كلاريسا إس. وليامز (بالإنجليزية: Clarissa S. Williams)‏ هي قائدة دينية أمريكية، ولدت في 21 أبريل 1859 في مدينة سولت ليك في الولايات المتحدة، وتوفي بنفس المكان في 8 مارس 1930 بسبب التهاب الكلى.